# Hermanas de la Divina Compasión
La Congregación de Hermanas de la Divina Compasión (oficialmente en inglés: Congragation of the Sisters of the Divine Compassion) es una congregación religiosa católica femenina, de vida apostólica y de derecho diocesano, fundada por Mary Caroline Dannat Starr y Thomas Scott Preston, en Nueva York, el 2 de julio de 1886. A las religiosas de este instituto se les conoce como hermanas de la Divina Compasión y posponen a sus nombres las siglas R.D.C.

## Historia

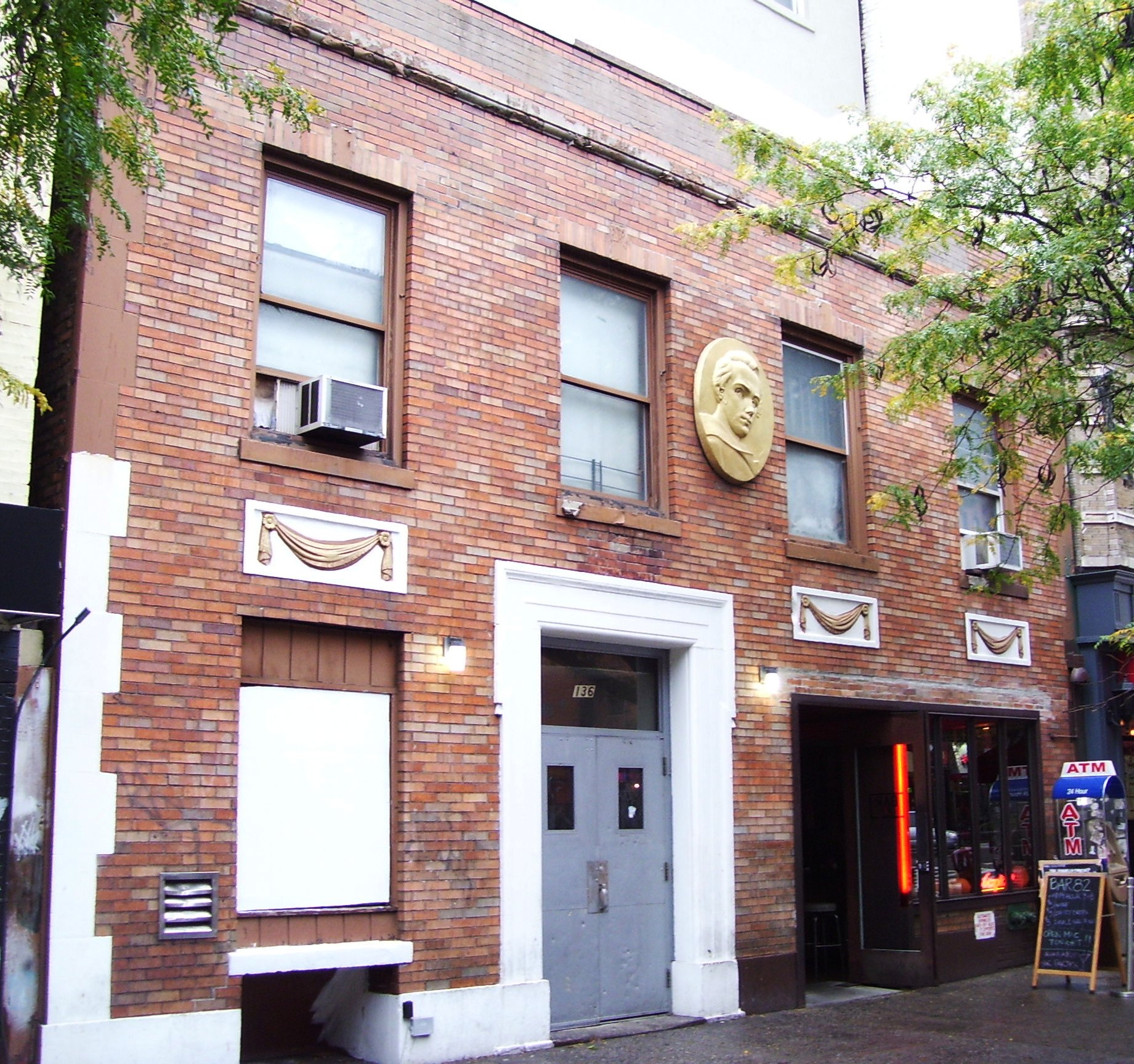
Casa donde nació la congregación en Nueva York.

La estadounidense Mary Caroline Dannat Starr, de familia episcopal, luego de su conversión al catolicismo (1868), con la ayuda de su director espiritual, el sacerdote Thomas Scott Preston, dio inicio a una obra de acogida de niños huérfanos, pobres e hijos procedentes de familias inmigrantes. La obra de Dannat fue llamada primero Asociación de la Sagrada Familia y luego fue cambiada por Asociación de Amistad con Niños y Niñas. Para la atención de huérfanas fundó la Casa de la Sagrada Familia, en Manhattan, en 1870.
Con el ideal de perpetuar la obra, Thomas Preston redactó unas constituciones para Mary Caroline Dannat Starr y las jóvenes que quisieran vivir consagradas a la atención de la Casa de la Sagrada Familia. El 2 de julio de 1886, Michael Augustine Corrigan, arzobispo de Nueva York, aprobó la asociación como instituto religioso de derecho diocesano. Esta fecha es tenida en cuenta por las religiosas, como la fecha oficial de la fundación. La fundadora profesó con el nombre de María Verónica.

## Organización
La Congregación de Hermanas de la Divina Compasión es una organización religiosa de gobierno centralizado y de derecho diocesano. El gobierno es ejercido por una superiora general. Su sede central se encuentra en Nueva York.
Las hermanas de la Divina Compasión se dedican principalmente a la educación, en sus colegios y universidades; aunque trabajan en otras actividades, tales como, la pastoral parroquial, la asistencia social, la pastoral sanitaria y un centro de espiritualidad. Al instituto pertenecen unas 80 religiosas, presentes en solo en los Estados Unidos.